# Thomisus vulnerabilis
Thomisus vulnerabilis là một loài nhện trong họ Thomisidae.
Loài này thuộc chi Thomisus. Thomisus vulnerabilis được Cândido Firmino de Mello-Leitão miêu tả năm 1929.